# Kazimierz Kotowski
Kazimierz Jerzy Kotowski (ur. 22 lutego 1951 w Opatowie) – polski polityk, samorządowiec, rolnik, przez trzy kadencje starosta opatowski, prezes zarządu Związku Powiatów Polskich, od 2010 do 2015 członek zarządu województwa świętokrzyskiego, poseł na Sejm VIII kadencji.

## Życiorys
Ukończył studia na Wydziale Rolniczym Akademii Rolniczej w Lublinie, kształcił się również w zakresie samorządu i administracji oraz gospodarki nieruchomościami.
Od 1998 do 2010 przez trzy kadencje sprawował urząd starosty opatowskiego. W 2008 został powołany na prezesa zarządu Związku Powiatów Polskich. Jest członkiem Polskiego Stronnictwa Ludowego, pełnił funkcję radnego powiatu opatowskiego. Został też prezesem zarządu powiatowego Związku Ochotniczych Straży Pożarnych RP.
W wyborach w 2010 został wybrany do sejmiku świętokrzyskiego IV kadencji, następnie powołany na członka zarządu województwa. Bez powodzenia kandydował w wyborach uzupełniających do Senatu w 2014, zajmując 2. miejsce (nieznacznie przegrał z kandydatem PiS). W tym samym roku uzyskał reelekcję w wyborach do sejmiku, utrzymał również stanowisko członka zarządu. Wkrótce po tym odmówił przyjęcia mandatu poselskiego, zwolnionego przez Jarosława Górczyńskiego.
W 2015 wystartował ponownie w wyborach parlamentarnych z pierwszego miejsca na kieleckiej liście PSL. Otrzymał 6851 głosów, zdobywając tym samym mandat poselski. W wyborach w 2019 nie uzyskał poselskiej reelekcji.

## Odznaczenia
- Krzyż Oficerski Orderu Odrodzenia Polski (2010)[10]
- Krzyż Kawalerski Orderu Odrodzenia Polski (2005)[11]
- Srebrna Odznaka „Zasłużony dla Ochrony Przeciwpożarowej” (2009)[12]
- Odznaka Honorowa za Zasługi dla Samorządu Terytorialnego (2015)[13]